# VIA Technologies
VIA Technologies – tajwański producent układów scalonych, głównie płyt głównych, chipsetów, procesorów i pamięci komputerowych, należy do grupy Formosa Plastics.
Firma powstała w 1987 r., kiedy jeden z jej założycieli Wen Chi Chen (陳文琦) (który wcześniej pracował w Intelu) przeniósł firmę „Symphony Company” z Krzemowej Doliny na Tajwan.
W 1996 r. VIA odegrała ważną rolę jako członek grupy PC Common Architecture, przeforsowując zmianę ze standardowej wtedy magistrali ISA na PCI.
W 1999 r. VIA wykupiła firmy Cyrix (która wtedy była częścią National Semiconductor) i Centaur, wchodząc wówczas na rynek producentów mikroprocesorów. Obecnie VIA produkuje między innymi procesory VIA C3, VIA C7 i platformę EPIA.
W 2000 roku VIA wykupiła firmę S3 Graphics, produkującą układy graficzne.
24 stycznia 2008 roku, po kilku latach prac, firma przedstawiła nową 64-bitową architekturę procesora x86 Nano.